# Heinrich Pleticha

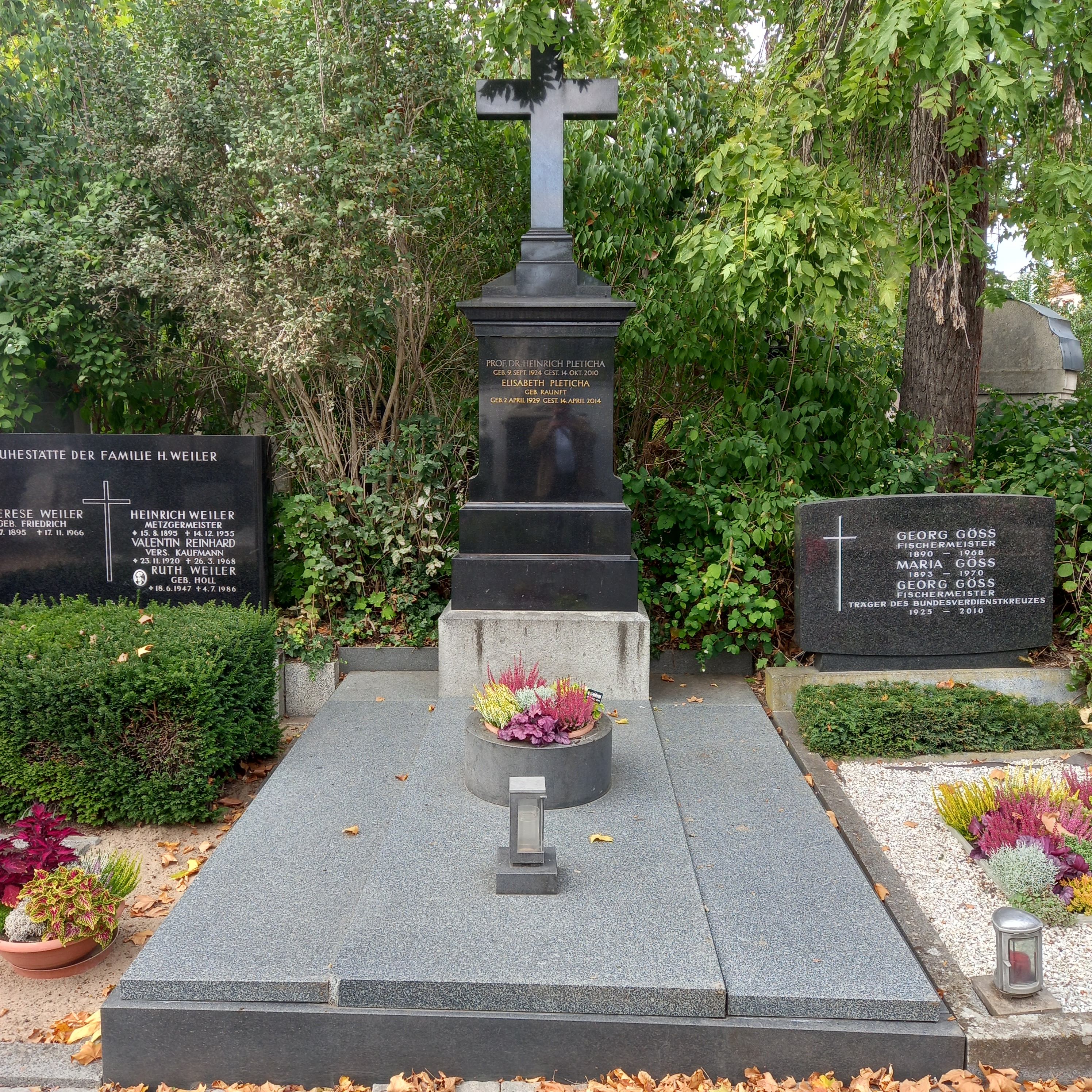
Das Grab von Heinrich Pleticha und seiner Ehefrau Elisabeth geborene Raunft auf dem Hauptfriedhof Würzburg

Heinrich August Pleticha (* 9. September 1924 in Warnsdorf, Tschechoslowakei; † 14. Oktober 2010 in Würzburg) war ein deutscher Schriftsteller und Herausgeber zahlreicher Bücher, zumeist historischer Sachbücher sowohl für Jugendliche wie auch für Erwachsene.

## Biografie
Pleticha besuchte das Realgymnasium in Warnsdorf. Schon als Kind und Jugendlicher interessierte er sich für Literatur, speziell für Abenteuerromane und historische Erzählungen. Mit 17 Jahren wurde er 1942 zum Arbeitsdienst und noch im selben Jahr zur Wehrmacht eingezogen. Im Zweiten Weltkrieg wurde er zweimal verwundet.
Nach Kriegsende wurde er zusammen mit seiner Mutter aus Warnsdorf vertrieben und kam nach Dillingen in Bayern. Er begann ein Studium der Geschichte, Germanistik und Geographie. Nach drei Semestern wechselte er an die Universität Erlangen und promovierte bei Anton Ernstberger. Daneben machte er das Staatsexamen für das höhere Lehramt. Anschließend arbeitete er als Lehrer und war von 1974 bis 1986 Leiter (Oberstudiendirektor) am musischen Matthias-Grünewald-Gymnasium in Würzburg. 1986 wurde er zum Honorarprofessor an der Julius-Maximilians-Universität Würzburg ernannt, wo er schon seit 1970 als Lehrbeauftragter tätig war. Im Zentrum seiner Arbeit standen dabei Kinder- und Jugendliteratur sowie deren Vermittlung. In zahlreichen Organisationen war Pleticha in führender Funktion tätig, unter anderem im Arbeitskreis für Jugendliteratur in München und der Internationalen Jugendbibliothek in München. 1976 war er Mitbegründer der Deutschen Akademie für Kinder- und Jugendliteratur in Volkach, der er als Präsident von 1991 bis 1997 vorstand.
Pletichas über 150 Bücher erreichten eine Gesamtauflage von mehr als fünf Millionen Exemplaren. Über 100 Titel wurden von ihm bearbeitet; daneben verfasste er hunderte von Artikel und Beiträgen und über 4000 Rezensionen. Pletichas Publikationen haben dabei eine überaus große thematische Bandbreite. Ein Großteil seiner Werke handelt von Entdeckungsreisen, Abenteuern, fremden Welten aber auch von kunst- und kulturgeschichtlichen Themen auf europäischem Territorium. In seinen Büchern befasste er sich aber auch mit geschichtlichen Aspekten von der Antike bis in die Gegenwart. Häufig zusammen mit prominenten Mitautoren wie z. B. F.J. Strauß, Carlo Schmid oder Otfried Preußler. Mit letzterem verband ihn neben einer langen Freundschaft das Engagement für Kinder- und Jugendliteratur. Für sein Werk wurde er mit mehreren Literaturpreisen ausgezeichnet, u. a. 1974 mit dem Friedrich-Bödecker-Preis. Er wurde 1982 zum ordentlichen Mitglied der Sudetendeutschen Akademie der Wissenschaften und Künste berufen und 1991 mit dem Großen Sudetendeutschen Kulturpreis ausgezeichnet. Außerdem erhielt er den Bayerischen Verdienstorden, 1986 das Bundesverdienstkreuz 1. Klasse und die Verdienstmedaille Pro meritis des Kultusministeriums.

## Werke (Auswahl)
Autor
- Wir leben seit fünf Sekunden (1958, mit Georg Popp und Walter Anders)
- Ritter, Burgen und Turniere (1961)
- Bürger, Bauer, Bettelmann
- Landsknecht, Bundschuh, Söldner, Würzburg 1974
- Unvergängliches Prag
- Des Reiches Glanz
- Wanderer, kommst du nach Prag
- Franken und Böhmen (1990)
- Kolumbus. Person. Zeit. Nachwelt (1977)
- Das große Balladenbuch (mit Otfried Preußler und Friedrich Hechelmann)
- Das deutschsprachige Abenteuerbuch im 20. Jahrhundert. In: Die Neue Bücherei. Zeitschrift für die öffentlichen Büchereien in Bayern. Jg. 1994, Nr. 1, ISSN 0028-3126, S. 1–8.
- Zwischen Ruhm und Untergang: berühmte Abenteuergestalten der Weltgeschichte. Würzburg 1979
- Ritter, Burgen und Turniere. Die Zeit des staufischen Rittertums. Würzburg 1977

Herausgeber
- Geschichte aus erster Hand
- Kulturgeschichte aus erster Hand
- Zeitgeschichte aus erster Hand (zusammen mit Carlo Schmid)
- Entdeckungsgeschichte aus erster Hand (zusammen mit Heinrich Harrer)
- Deutsche Geschichte (in zwölf Bänden)
- Weltgeschichte (in 14 Bänden)
- Die Fahrt nach Nirgendwo.Stuttgart 2003
- Das Klassische Weimar
- Gustav Freytag: Bilder aus der deutschen Vergangenheit (in 3 Bänden, kommentiert und illustriert)
- John Tanner: Dreißig Jahre unter den Indianern Nordamerikas (1789–1822), 1995, Edition Erdmann
- Das Otfried Preußler  Lesebuch (mit Hansjörg Weitbrecht). München 1988
- Otfried Preußler. Werk und Wirkung. Stuttgart 1983
- Entdeckung der Welt. Würzburg 1993
- Der Weg ins Unbekannte – Drei Jahrtausende Afrikaforschung in Augenzeugenberichten. 1954
- Karl May´s illustrierte Werke. 51 Bände, Stuttgart 1992–1996 (zusammen mit Siegfried Augustin)

## Auszeichnungen
- 2004 Wildweibchenpreis